# Ephraim Chambers

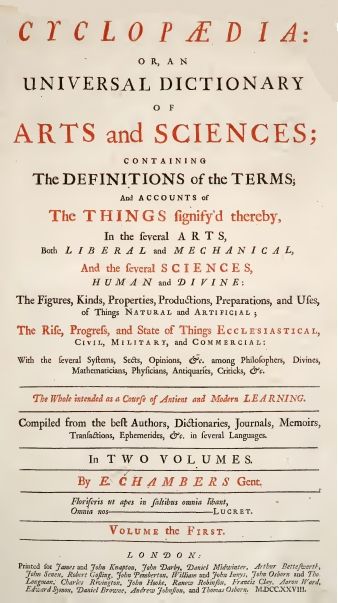
La Cyclopaedia di Ephraim Chambers

Ephraim Chambers (Kendal, 1680 – Londra, 15 maggio 1740) è stato uno scrittore britannico.

## Biografia
Pubblicò a Londra nel 1728 un'opera che ebbe notevole successo, cioè la Cyclopaedia or Universal Dictionary of Arts and Sciences (Ciclopedia o dizionario universale dei mestieri e delle scienze) in due volumi, in folio. La pubblicazione di questa opera lo fece ammettere alla Royal Society di Londra.
L'enciclopedia venne tradotta in Italia già nel XVIII secolo. Le Breton, editore parigino, incaricò Diderot di tradurre in francese quell'opera, che non aveva nulla di equivalente in Francia. L'opera di Chambers ebbe un gran numero di edizioni e diede l'idea di pubblicare un'opera analoga in francese, che fu l'Encyclopédie (Encyclopédie ou dictionnaire raisonné des sciences, des arts e des métiers). Diderot ed i suoi collaboratori si lanciarono in un progetto molto più vasto, che diede origine appunto all'Enciclopédie.
Una delle edizioni più valutate (nel XIX secolo) è quella curata da Abraham Rees, 1788-1791, Londra, 5 volumi in folio
Fu anche membro della Massoneria.